# Agnieszka Taborska
Agnieszka Taborska, née en 1961 à Varsovie, est écrivaine, historienne de l'art, traductrice de littérature française et spécialiste du surréalisme.

## Biographie
Agnieszka Taborska est diplômée de l’Université de Varsovie en histoire de l’art (1986) et en philologie française (1987). Depuis 1989, elle vit la première moitié de l’année aux États-Unis où elle enseigne entre autres l’histoire de l'art, du film et de la littérature en Europe (fin du XIXe siècle et  XXe siècle) à la Rhode Island School of Design de Providence, Rhode Island. Elle a dirigé le groupe de théâtre étudiant de cette école entre 1992 et 1997.
Elle a également enseigné à l’École d'art contemporain de Pont-Aven (Finistère), Pont-Aven School of Contemporary Art (PASCA), de 1996 à 2004.
La seconde moitié de l’année, elle vit à Varsovie où elle se consacre à l’écriture. Elle est l’auteur de romans dans lesquels apparaissent son goût et sa fine connaissance du surréalisme ainsi que son sens de l’humour, comme La Vie songeuse de Leonora de la Cruz,, d’essais, de microfictions et de contes pour enfants. Ses livres sont traduits en anglais, français, allemand, espagnol, japonais, coréen. De célèbres artistes ont illustré plusieurs de ses ouvrages : Józef Wilkoń, Lech Majewski, Antoni Boratyński, Franciszek Maśluszczak, Andrzej Klimowski, Mieczysław Wasilewski, Selena Kimball, Krystyna Lipka-Sztarbałło, Aleksandra Gołębiewska.
Ses œuvres ont fait l’objet de diverses adaptations : des films d’animation (Szalony Zegar [L’horloge folle] et Rybak na dnie morza [Le pêcheur au fond de la mer], réalisés en 2009 et 2011 par Leszek Gałysz) ; des pièces de théâtre (Le bureau des rêves perdus, basé sur La Vie songeuse de Leonora de la Cruz, par la compagnie Miettes de spectacle, Paris, 2010 et Licho nie śpi [Le diableteau ne dort jamais, Teatr Uszyty, Cracovie, 2016) ; un opéra (Niedokończone życie Phoebe Hicks [La Vie inachevée de Phoebe Hicks], Społeczny Chór Czarnego Karła, Bydgoszcz, 2019) et une mise en scène radiophonique (Ktoś stuka za ścianą [Quelqu’un frappe au mur], Teatr Miniatura, Gdańsk, 2015).
Agnieszka Taborska a traduit en polonais de grands auteurs surréalistes français tels que Philippe Soupault, Gisèle Prassinos et Roland Topor, ainsi que l’auteur américain Spalding Grey.
Elle est l’auteur de plusieurs scénarios de films documentaires sur l’art,.
En outre, Agnieszka Taborska a collaboré à de nombreux journaux et revues polonaises : Literatura na Świecie, Tygodnik Powszechny, Gazeta Wyborcza, Czas Kultury, Obieg, Machina, Film na Świecie, Kwartalnik Filmowy.

## Œuvre

### Traductions françaises
- Bretagne. Livre pour écrire, traduit par Nathalie Le Marchand, Austeria, Cracovie, Budapest, 2018.
- Paris surréaliste. Livre pour écrire, traduit par Véronique Patte, Austeria, Cracovie, Budapest, 2018.

- La Vie songeuse de Leonora de La Cruz, traduit par Véronique Patte, Interférences[9], Paris, 2007 ; adaptation théâtrale par la compagnie Miettes de spectacles[10].

### En langue polonaise

#### Romans
- Niedokończone życie Phoebe Hicks [La Vie inachevée de Phoebe Hicks], Słowo/obraz terytoria, Gdańsk, 2013 ; édition augmentée 2011 (extraits parus en anglais dans The Guardian[11] et dans Body Literature[12].
- Senny żywot Leonory de La Cruz [La Vie songeuse de Leonora de La Cruz], Słowo/obraz terytoria, Gdańsk, 2004 ; édition augmentée 2011 (traduit en anglais : The Dreaming Life of Leonora de la Cruz, Midmarch Arts Press, New York, 2007; en espagnol : La vida soñolienta de Leonora de la Cruz, AUIEO, Ciudad Mexico, 2014).

#### Microfictions
- ja, czyli Ja / i or: I [moi ou Moi], Austeria, Cracovie, Budapest, Syracuse, 2020.
- Nie tak jak w raju [Autrement qu’au paradis], Austeria, Cracovie, Budapest, 2013 (extraits parus en anglais dans Best European Fiction 2017, Dalkey Archive Press).
- Wieloryb czyli przypadek obiektywny [La Baleine ou le hasard objectif], Czarne, Wołowiec, 2010.

#### Essais
- Archipelagi Rolanda Topora [Les Archipels de Roland Topor], Lokator, Cracovie, 2021.
- Świat zwariował. Poradnik surrealistyczny. Jak przeżyć [Le monde est devenu fou. Guide de survie surréaliste], Bosz, Olszanica, 2021.
- Człowiek, który czeka. Pandemia na mansardzie [La femme qui attend. La pandémie dans la mansarde], Lokator, Cracovie, 2020.
- Miejsce wybrane [Lieu choisi], Austeria, Cracovie, Budapest, Syracuse, 2019.
- The Sea, or the Poet at Work[13]
- Notes. Paryż surrealistyczny [Carnet. Paris surréaliste], Austeria, Cracovie, Budapest, 2017.
- Providence. Opatrznościowa książka do pisania. [Providence. Livre providentiel pour écrire], Austeria, Cracovie, Budapest, 2017.
- Bretania. Książka do pisania [Bretagne. Livre pour écrire], Austeria, Cracovie, Budapest, 2018.
- Spiskowcy wyobraźni. Surrealizm [Les conspirateurs de l’imagination. Surréalisme], słowo/obraz terytoria, Gdańsk, 2007, 2013.
- Okruchy amerykańskie [Miettes d'Amérique], Twój Styl, Varsovie, 2006.
- Polubić muzykę country. Dziennik amerykańskiej podróży [Aimer la musique country. Journal d’un voyage américain], NOWA, Varsovie, 1995.

#### Contes pour enfants et adultes
- Nie ma to jak sąsiedzi [Qui de mieux qu’un voisin?], Debit, Katowice, 2019.
- Licho wie [Qui diable ?], Bosz, Olszanica, 2018.
- Włóczykij [Le chien vagabond], Prószyński, Varsovie, 2018.
- Rybak na dnie morza [Le pêcheur au fond de la mer], Czuły Barbarzyńca, Varsovie, 2015 (traduit en allemand et en coréen, adapté en film d’animation).
- Licho i inni [Diableteaux et compagnie], Bosz, Olszanica, 2014.
- Szalony zegar [L’horloge folle], Twój Styl, Varsovie, 2008 (traduit en allemand, adapté en film d’animation).
- Księżycowe duchy [Les esprits de la lune], Twój Styl, Varsovie, 2008 (traduit en allemand).
- Czarna Góra [La montagne noire], Twój Styl, Varsovie, 2008 (traduit en japonais).
- Blues Nosorożca [Le blues du rhinocéros], Twój Styl, Varsovie, 2008.
- W malinowym dżemie [Dans la confiture de framboises], Wydawnictwo małe, Varsovie, 1995.

#### Scénarios
- Boltanski à Varsovie, réalisé par Marcin Giżycki, 2001.
- Providence, c’est moi. Histoire de H.P. Lovecraft et sa ville, réalisé par Marcin Giżycki, 1997.
- La première d’Ubu Roi cent ans après, réalisé par Marcin Giżycki, 1996.

## Prix
- 1995 : Prix du meilleur livre du mois décerné par l’Académie Allemande de Littérature de Jeunesse pour Szalony zegar [L’horloge folle].
- 1996 : Prix du meilleur livre du mois décerné par l’Académie Allemande de Littérature de Jeunesse pour Księżycowe duchy [Les esprits de la lune].
- 2010 : Prix du meilleur film polonais d’animation pour enfants décerné par le Festival Ale! Kino pour Szalony zegar [L’horloge folle].
- 2014 : Prix du meilleur livre pour enfants décerné par le Festival de littérature de jeunesse de Pologne pour Licho i inni [Diableteaux et compagnie].
- 2018 : Nomination pour le prix du meilleur livre de l’année décerné par la section polonaise d’IBBY pour Włóczykij [Le chien vagabond].

### Notices
- Ressource relative à l'audiovisuel :   - IMDb
- Notices d'autorité :   - VIAF
  - ISNI
  - BnF (données)
  - IdRef
  - LCCN
  - GND
  - Pologne
  - NUKAT
  - Tchéquie
  - Corée du Sud
  - WorldCat

### Entretiens avec Agnieszka Taborska (en polonais)
- « Agnieszka Taborska - Czego może nauczyć się "poważny" pisarz, pisząc książkę dla dzieci? » [vidéo], sur YouTube (consulté le 16 juillet 2020)
- « Autograf : Agnieszka Taborska, "Senny żywot Leonory de la Cruz" » [vidéo], sur Vimeo (consulté le 16 juillet 2020)
- (pl) « Instytut Imaginacji działa pełną parą », Tygodnik Powszechny,‎ 4 avril 2016 (lire en ligne, consulté le 14 octobre 2023)
- « Wyborcza.pl », sur Gazeta Wyborcza (consulté le 14 octobre 2023)
- (pl) « Dyskretny urok mistyfikacji », Tygodnik Powszechny,‎ 24 mai 2013 (lire en ligne, consulté le 14 octobre 2023)
- (pl) « Wywiad z Agnieszką Taborską na temat książki "Licho i inni" i surrealizmu - Kino w zwolnionym tempie », sur Kino w zwolnionym tempie, 5 juillet 2018 (consulté le 16 juillet 2020)
- http://www.e-splot.pl/?pid=articles&id=809